# Marlene Weingärtnerová
Marlene Weingärtnerová (* 30. ledna 1980 Heidelberg) je bývalá německá profesionální tenistka. Ve své kariéře vyhrála na okruhu WTA Tour jeden deblový turnaj. V rámci okruhu ITF získala tři tituly ve čtyřhře.
Na žebříčku WTA byla ve dvouhře nejvýše klasifikována v únoru 2002 na 36. místě a ve čtyřhře pak v lednu 2005 na 34. místě.
V německém fedcupovém týmu debutovala v roce 1997 čtvrtfinálem Světové skupiny proti České republice, v němž vyhrála nad Richterovou a podlehla Gerši. Němky vypadly po porážce 2:3 na zápasy. V soutěži nastoupila ke třem mezistátním utkáním s bilancí 1–3 ve dvouhře a 0–1 ve čtyřhře.

## Tenisová kariéra
Třikrát si zahrála finále juniorského grandslamu a pokaždé z něj odešla poražena. Na French Open 1995 ji přehrála Amélie Cocheteuxová. V dalších dvou případech na US Open 1996 a Australian Open 1997 pak podlehla vždy chorvatské juniorce Mirjaně Lučićové.
Mezi významné zápasy se zařadilo utkání úvodního kola na Australian Open 2003 proti americké obhájkyni titulu Jennifer Capriatiové, v němž se ocitla na hranici vyřazení. Američanka již vedla 6–2 a 4–1. Přesto dokázala německá hráčka průběh otočit a do druhé fáze postoupila po výsledku 2–6, 7–6(6) a 6–4. Na grandslamu skončila ve třetím kole.
Na nejvyšší grandslamové úrovni se ve dvouhře nejdále probojovala do čtvrtého kola. Poprvé si osmifinále zahrála na Australian Open 2002 a na antukovém French Open 2004. Ve stejné sezóně postoupila do svého jediného singlového finále na okruhu WTA Tour, když ji v boji o titul balijského Commonwealth Bank Tennis Classic zdolala ruská hráčka Světlana Kuzněcovová.
Profesionální kariéru ukončila na srpnovém US Open 2005 poté, co v důsledku déletrvajících zranění skončila na několika předchozích turnajích v prvním kole.
Krátký návrat na dvorce učinila v červenci 2008, když nastoupila do čtyřhry alpského turnaje to play Gastein Ladies. Po boku Rakušanky Sandry Klemenschitsové vypadla ve čtvrtfinále s čínskou dvojicí Sü I-fan a Čang Šuaj.

## Finálové účasti na turnajích WTA Tour
| Legenda                                         |
| ----------------------------------------------- |
| D – dvouhra; Č – čtyřhra                        |
| Grand Slam (0–0)                                |
| WTA Tour Championships (0–0)                    |
| Tier I / Premier Mandatory & Premier 5 (0–0)    |
| Tier II / Premier (0–0)                         |
| Tier III, IV & V / International (0–1 D; 1–5 Č) |

### Dvouhra: 1 (0–1)
| Stav       | Č. | Datum         | Turnaj          | Povrch | Soupeřka ve finále   | Výsledek |
| ---------- | -- | ------------- | --------------- | ------ | -------------------- | -------- |
| Finalistka | 1. | 13. září 2004 | Bali, Indonésie | tvrdý  | Světlana Kuzněcovová | 6–1, 6–4 |

### Čtyřhra: 6 (1–5)
| Stav       | Č. | Datum           | Turnaj                    | Povrch | Spoluhráčka        | Soupeřky ve finále                             | Výsledek           |
| ---------- | -- | --------------- | ------------------------- | ------ | ------------------ | ---------------------------------------------- | ------------------ |
| Finalistka | 1. | 14. ledna 1999  | Auckland, Nový Zéland     | tvrdý  | Seda Noorlanderová | Silvia Farina Eliaová Barbara Schettová        | 6–2, 7–6(7–2)      |
| Finalistka | 2. | 18. května 1999 | Madrid, Španělsko         | antuka | Maria F. Landová   | Paola Suárezová Virginia Ruano Pascualová      | 6–2, 0–6, 6–0      |
| Finalistka | 3. | 20. října 2003  | Lucemburk, Lucembursko    | tvrdý  | Elena Tatarkovová  | Maria Šarapovová Tamarine Tanasugarnová        | 6–1, 6–4           |
| Vítězka    | 1. | 16. srpna 2004  | Cincinnati, Spojené státy | tvrdý  | Jill Craybasová    | Emmanuelle Gagliardiová Anna-Lena Grönefeldová | 7–5, 7–6(7–2)      |
| Finalistka | 4. | 25. října 2004  | Lucemburk, Lucembursko    | tvrdý  | Jill Craybasová    | Virginia Ruano Pascualová Paola Suárezová      | 6–1, 6–7(1–7), 6–3 |
| Finalistka | 5. | 15. května 2005 | Štrasburk, Francie        | antuka | Marta Domachowská  | Rosa Andres Rodriguezová Andreea Vancová       | 6–3, 6–1           |

## Finále na juniorce Grand Slamu

### Dvouhra juniorek: 3 (0–3)
| Stav       | Rok  | Turnaj          | Povrch | Soupeřka ve finále  | Výsledek |
| ---------- | ---- | --------------- | ------ | ------------------- | -------- |
| Finalistka | 1995 | French Open     | antuka | Amélie Cocheteuxová | 5–7, 4–6 |
| Finalistka | 1995 | US Open         | tvrdý  | Mirjana Lučićová    | 2–6, 1–6 |
| Finalistka | 1997 | Australian Open | tvrdý  | Mirjana Lučićová    | 2–6, 2–6 |